# Carol Neblett
Carol Neblett (ur. 1 lutego 1946 w Modesto w stanie Kalifornia, zm. 23 listopada 2017 w Los Angeles) – amerykańska śpiewaczka operowa, sopran.

## Życiorys
Śpiewu uczyła się prywatnie u Williama Vennarda, następnie studiowała u Lotte Lehmann i Pierre’a Bernaca na Uniwersytecie Kalifornijskim w Los Angeles. Zadebiutowała w 1969 roku w New York City Opera jako Musetta w Cyganerii Giacoma Pucciniego. Międzynarodowy rozgłos zdobyła przedstawieniem Thaïs Jules’a Masseneta w Nowym Orleanie w 1973 roku, kiedy to rozebrała się na scenie pod koniec I aktu. W 1975 roku rolą Chryzotemis w Elektrze Richarda Straussa debiutowała w Lyric Opera of Chicago, w tym samym roku kreowała rolę Antonii w Opowieściach Hoffmanna Jacques’a Offenbacha w Dallas Civic Opera. Śpiewała w Operze Wiedeńskiej (1976) i Covent Garden Theatre w Londynie (1977). W 1979 roku debiutowała na deskach Metropolitan Opera w Nowym Jorku jako Senta w Holendrze tułaczu Richarda Wagnera. Występowała jako solistka z czołowymi orkiestrami amerykańskimi. Dokonała licznych nagrań płytowych dla wytwórni EMI, RCA, HMV i Deutsche Grammophon.
Od 1975 roku jej mężem był kompozytor Kenneth Schermerhorn.